# غراهام داو
غراهام داو (بالإنجليزية: Graham Dawe)‏ هو لاعب اتحاد الرغبي بريطاني، ولد في 4 سبتمبر 1959 في تافيستوك في المملكة المتحدة.

## وصلات خارجية
- غراهام داو عل موقع إسبنسكروم (الإنجليزية)